# La montagna (romanzo)
La montagna - chiacchierata con ventun giovani all'osteria "Gallo Cedrone" in una notte di primavera del 2002 è un libro dello scrittore friulano Mauro Corona. Edito nel 2002 per le edizioni Biblioteca dell'immagine, è illustrato dall'autore.

## Trama
In occasione dell'anno internazionale della montagna l'autore incontra ventun giovani in un'osteria di Erto. Più che una chiacchierata è un monologo, una bonaria predica sul rispetto dovuto all'amata montagna.
Tra confessioni di bracconiere pentito, lezioni di ecologia e alpinismo, esempi di vita quotidiana nei boschi, chiama in causa anche i violini di Stradivari per sottolineare l'importanza della conoscenza della natura.
Dopo un bicchiere di vino e qualche ricordo, non risparmia neppure i politici e i burocrati, che si disinteressano delle sorti della sua terra una volta che l'onda emotiva del disastro del Vajont si è conclusa.

## Citazione
Rispetto della montagna significa anche non renderla ridicola. Renderla ridicola vuol dire agghindarla come se dovesse andare a nozze, o a un ballo in maschera.
Ho assistito al centenario di una prima scalata in cui una montagna famosa è stata illuminata da due chilometri di lampadine.
Due chilometri di lampadine perché? Perché alla sera il turista annoiato potesse vedere il percorso seguito dai salitori cento anni prima.
La montagna è offesa così.